# Ilia Topuria
Ilia Topuria (in georgiano ილია თოფურია?; Halle, 21 gennaio 1997) è un lottatore di arti marziali miste georgiano con cittadinanza spagnola. Attualmente compete nella divisione dei pesi leggeri per l'organizzazione statunitense Ultimate Fighting Championship (UFC), dove è l’attuale campione dei pesi leggeri, ed è stato precedentemente campione dei pesi piuma, oltre a essere il primo combattente georgiano a vincere un titolo UFC. Dal 1 Luglio 2025, è al 1º posto nella classifica pound-for-pound maschile della UFC.

## Caratteristiche tecniche
Le sue abilità spiccano soprattutto nel jiu jitsu brasiliano, di cui è cintura nera, così come nel wrestling. Durante la carriera ha acquisito inoltre un eccellente livello di pugilato con uno stile caratterizzato da un'impostazione classica della boxe, con una guardia alta, basata su precisione, fluidità delle combinazioni e potenza dei colpi. Il suo approccio allo striking trae la sua ispirazione in particolare dallo stile messicano della boxe, in particolare da quello di Canelo Álvarez, adattandone i principi al contesto delle arti marziali miste.

## Biografia
Ilia Topuria (georgiano: ილია თოფურია) è nato a Halle in Germania. È figlio di genitori georgiani. All'età di 7 anni insieme al fratello Aleksandre Topuria si è trasferito al paese d'origine (Georgia) dove  Ha iniziato a praticare lotta greco-romana fino all'età di 15 anni. All'età di 15 anni si è trasferito a vivere ad Alicante in Spagna, dove ha iniziato a praticare arti marziali miste presso la palestra del Climent Club. Nel 2015 ha debuttato come professionista in competizioni locali.

## Carriera nelle arti marziali miste

### Inizi
Nel 2018 ha fatto il suo primo incontro internazionale al Cage MMA Finland. Lo stesso anno ha avuto l'opportunità di combattere per la Bantamweight cintura di Cage Warriors alla Lotto Arena di Anversa in Belgio. Ilia non ha rispettato il peso concordato, quindi nonostante abbia vinto rapidamente il combattimento, non ha ottenuto la cintura.
Nel 2019 ha firmato con la società Brave Combat Federation. Ilia fa il suo debutto con il promotore a Bogotà in Colombia, sconfiggendo nel primo turno il suo rivale Luis Gómez; meritandosi il premio come migliore performance della notte. Il 15 novembre 2019 in Bahrein, ha vinto la sua seconda partita in BRAVE battendo Steven Goncalves per KO al primo turno.

### Ultimate Fighting Championship
Ilia ha firmato un contratto con UFC e ha combattuto il suo primo incontro il 10 ottobre 2020 contro Youssef Zalal, vincendo per decisione unanime.
Ilia ha anche vinto il suo secondo incontro nell'UFC contro Damon Jackson per KO al primo turno, il 6 dicembre 2020.

#### Campione dei pesi piuma
Topuria rimane imbattuto anche ad UFC 298, ad Anaheim, quando combatte e vince contro il campione dei pesi piuma Alexander Volkanovski per ko tecnico durante la seconda ripresa, aggiudicandosi così il titolo e la cintura di campione della categoria. Topuria difende la cintura vincendo contro Max Holloway per ko tecnico durante la terza ripresa, il 26 ottobre 2024. Successivamente Topuria rese il titolo vacante il 12 aprile 2025 per salire di categoria nei pesi leggeri.

#### Campione dei pesi leggeri
Rimarrà imbattuto anche ad UFC 317, a Las Vegas, quando combatte e vince contro Charles Oliveira per KO al primo turno, aggiudicandosi così il titolo vacante e la cintura di campione della categoria.

## Risultati nelle arti marziali miste
| Risultato | Record | Avversario                | Metodo                                   | Evento                                | Data             | Round | Tempo | Città                     | Note |
| --------- | ------ | ------------------------- | ---------------------------------------- | ------------------------------------- | ---------------- | ----- | ----- | ------------------------- | --- |
| Vittoria  | 17-0   | Charles Oliveira          | KO (pugni)                               | UFC 317                               | 28 giugno 2025   | 1     | 2:27  | Las Vegas, Stati Uniti    | Ritorno nei pesi leggeri. Vince il titolo vacante dei pesi leggeri UFC. Performance of the Night                     |
| Vittoria  | 16-0   | Max Holloway              | KO (pugni)                               | UFC 308                               | 26 ottobre 2024  | 3     | 1:34  | Abu Dhabi, Emirati Arabi  | Difende il titolo pesi piuma UFC, successivamente reso vacante. Performance of the Night                             |
| Vittoria  | 15-0   | Alexander Volkanovski     | KO (pugni)                               | UFC 298                               | 17 febbraio 2024 | 2     | 3:32  | Anaheim, Stati Uniti      | Vince il titolo pesi piuma UFC. Performance of the Night.                                                            |
| Vittoria  | 14-0   | Josh Emmett               | Decisione (unanime)                      | UFC on ABC: Emmett vs. Topuria        | 24 giugno 2023   | 5     | 5:00  | Jacksonville, Stati Uniti | Fight of the Night.                                                                                                  |
| Vittoria  | 13-0   | Bryce Mitchell            | Sottomissione (arm-triangle choke)       | UFC 282                               | 10 dicembre 2022 | 2     | 3:10  | Las Vegas, Stati Uniti    | Ritorno nei pesi piuma. Performance of the Night.                                                                    |
| Vittoria  | 12-0   | Jai Herbert               | KO (pugni)                               | UFC Fight Night: Volkov vs. Aspinall  | 19 marzo 2022    | 2     | 1:07  | Las Vegas, Stati Uniti    | Debutto nei pesi leggeri. Performance of the Night.                                                                  |
| Vittoria  | 11-0   | Ryan Hall                 | KO (pugni)                               | UFC 264: Poirier vs. McGregor 3       | 10 luglio 2021   | 1     | 4:47  | Las Vegas, Stati Uniti    | |
| Vittoria  | 10-0   | Damon Jackson             | KO (pugno)                               | UFC on ESPN: Hermansson vs. Vettori   | 5 dicembre 2020  | 1     | 2:38  | Las Vegas, Stati Uniti    | |
| Vittoria  | 9-0    | Youssef Zalal             | Decisione (unanime)                      | UFC Fight Night: Moraes vs. Sandhagen | 10 ottobre 2020  | 3     | 5:00  | Abu Dhabi, Emirati Arabi  | Debutto in UFC. |
| Vittoria  | 8-0    | Steven Goncalves          | KO (pugni)                               | BRAVE CF 29                           | 15 novembre 2019 | 1     | 3:42  | Madinat 'Isa, Bahrein     | |
| Vittoria  | 7-0    | Luis Gomez                | Sottomissione (triangle straight armbar) | BRAVE CF 26                           | 7 settembre 2019 | 1     | 1:15  | Bogotà, Colombia          | Ritorno nei pesi piuma.                                                                                              |
| Vittoria  | 6-0    | Brian Bouland             | Sottomissione tecnica (anaconda choke)   | Cage Warriors 94                      | 16 giugno 2018   | 1     | 4:29  | Anversa, Belgio           | Per il titolo Cage Warriors pesi gallo. Topuria mancò il taglio del peso, divenendo così ineleggibile per il titolo. |
| Vittoria  | 5-0    | Mika Hamalainen           | Sottomissione (guillotine choke)         | CAGE 43                               | 28 aprile 2018   | 1     | 3:35  | Helsinki, Finlandia       | Debutto nei pesi gallo.                                                                                              |
| Vittoria  | 4-0    | Jhon Guarin               | Sottomissione (guillotine choke)         | Mix Fights Events 2                   | 5 novembre 2016  | 2     | 2:50  | Valencia, Spagna          | Per il titolo pesi piuma MFE.                                                                                        |
| Vittoria  | 3-0    | Daniel Vasquez            | Sottomissione (rear-naked choke)         | Mix Fights Events                     | 7 maggio 2016    | 1     | 1:50  | Alicante, Spagna          | Incontro catchweight (141 lbs).                                                                                      |
| Vittoria  | 2-0    | Kalil Martin El Chalibi   | Sottomissione (rear-naked choke)         | Climent Show MMA 4                    | 9 maggio 2015    | 1     | 1:03  | Alicante, Spagna          | |
| Vittoria  | 1-0    | Francisco Javier Asprilla | Sottomissione (triangle choke)           | WCW West Coast Warriors               | 4 aprile 2015    | 1     | 3:30  | Valencia, Spagna          | Debutto nei pesi piuma.                                                                                              |